# Lepilemur otto
Lepilemur otto är en primat i släktet vesslemakier som förekommer på nordvästra Madagaskar. Artepitetet hedrar Dr. Michael Otto från Tyskland som gav bort pengar för forskning och för lemurernas bevarande.
Arten har på ovansidan, på axlarna och på överarmarna en gråbrun päls. Från huvudets topp till stjärten sträcker sig en mörk längsgående linje över ryggens topp. Linjen kan vara otydlig. Arten har gråbrun till brun päls på svansen förutom på svansspetsen som kan vara vit. Ansiktet och undersidan har en ljusgrå färg. Djurets nos är jämförd med Lepilemur edwardsi mer långsträckt. Dessutom har Lepilemur otto en kortare svans i förhållande till bålens längd än Lepilemur edwardsi.
Utbredningsområdet ligger i Sofiaregionen på Madagaskar. Det begränsas i väst av floden Mahajamba och i norr av floden Sofia. Landskapet är främst täckt av torra lövfällande skogar.
Beståndet hotas av jakt, skogsbränder och skogens omvandling till jordbruksmark. Utbredningsområdet är uppskattningsvis 3 770 km² stort. IUCN listar arten som starkt hotad (EN).